# WISP3
WISP3 (англ. WNT1 inducible signaling pathway protein 3) – білок, який кодується однойменним геном, розташованим у людей на короткому плечі 6-ї хромосоми. Довжина поліпептидного ланцюга білка становить 354 амінокислот, а молекулярна маса — 39 293.
| 10         |  | 20         |  | 30         |  | 40         |  | 50         |
| ---------- |  | ---------- |  | ---------- |  | ---------- |  | ---------- |
| MQGLLFSTLL |  | LAGLAQFCCR |  | VQGTGPLDTT |  | PEGRPGEVSD |  | APQRKQFCHW |
| PCKCPQQKPR |  | CPPGVSLVRD |  | GCGCCKICAK |  | QPGEICNEAD |  | LCDPHKGLYC |
| DYSVDRPRYE |  | TGVCAYLVAV |  | GCEFNQVHYH |  | NGQVFQPNPL |  | FSCLCVSGAI |
| GCTPLFIPKL |  | AGSHCSGAKG |  | GKKSDQSNCS |  | LEPLLQQLST |  | SYKTMPAYRN |
| LPLIWKKKCL |  | VQATKWTPCS |  | RTCGMGISNR |  | VTNENSNCEM |  | RKEKRLCYIQ |
| PCDSNILKTI |  | KIPKGKTCQP |  | TFQLSKAEKF |  | VFSGCSSTQS |  | YKPTFCGICL |
| DKRCCIPNKS |  | KMITIQFDCP |  | NEGSFKWKML |  | WITSCVCQRN |  | CREPGDIFSE |
| LKIL       |  |            |  |            |  |            |  |            |

A: Аланін

C: Цистеїн

D: Аспарагінова кислота

E: Глутамінова кислота

F: Фенілаланін

G: Гліцин

H: Гістидин

I: Ізолейцин

K: Лізин

L: Лейцин

M: Метіонін

N: Аспарагін

P: Пролін

Q: Глутамін

R: Аргінін

S: Серин

T: Треонін

V: Валін

W: Триптофан

Кодований геном білок за функцією належить до факторів росту. 
Задіяний у такому біологічному процесі, як альтернативний сплайсинг. 
Секретований назовні.